# Balthasar Münter (1735-1793)
 Der er flere personer med dette navn, se Balthasar Münter.
Balthasar Münter (24. marts 1735 i Lübeck – 5. oktober 1793) var en dansk præst.

## Uddannelse og karriere
Han var søn af købmand Lorentz Münter i dennes andet ægteskab med Christine født Kayser. Barndomshjemmet var anset og velhavende; men ved ulykkelige tidsforhold forvandledes velstanden pludselig til stor armod, da sønnen var tolv år gammel. Dette ansporede den opvakte dreng til at vise ufortrøden flid i sin skolegang. 1754 kom han med fortrinlige kundskaber fra gymnasiet i Lybek til universitetet i Jena, hvor han allerede 1757 fik ansættelse som docent i det filosofiske fakultet. Hans ønske var kun rettet på en akademisk lærervirksomhed. Han havde indledet underhandlinger om at komme med i det selskab af lærde, som Frederik V udsendte til Arabien; men en opfordring fra hertugen i Gotha om at modtage ansættelse i nævnte stad som hofdiakon og præst ved Vajsenhuset i denne by (1760) mente han ikke at kunne afslå, og nu førtes han ind på en helt ny bane. Det var nogle taler, Münter havde holdt i en art frimurerloge, som havde skaffet ham hertugens yndest.
Samme år han blev præst, ægtede han den 18-årige Magdalene Ernestine Sophia Friedriche von Wangenheim, barnefødt i Gotha (22. august 1808 i København). Tre år virkede han i Gotha, da han 1763 forfremmedes til superintendent i Tonna, der også hørte til fyrstendømmet Gotha. Her følte han sig meget tilfreds; men da han 1764 aflagde et besøg i sin fødeby Lybæk og ved den lejlighed prædikede, var der blandt hans tilhørere nogle fra København, som lærte ham at kende. Disse bevirkede, at han ved Eberhard David Haubers død 1765 blev valgt til dennes eftermand som andenpræst ved Sankt Petri Kirke i København, hvor han da året efter rykkede op til sognepræst og forblev i denne stilling til sin død. Ved Christian VII's salving 1767 fik han den teologiske doktorgrad.

## Skriftlig virksomhed
Münter var sin tids største prædikant i hovedstaden. Christian Bastholm indrettede sine taler og sit foredrag efter det ideal af en prædikant, som Münter vakte hos ham. Prædikenerne rostes for deres tankerigdom, menneskekundskab og folkelige veltalenhed. 16 bind foreligger trykte; af disse blev 5 bind oversatte på dansk af Niels Prahl. ”Ikke alene disse” – skriver professor Jens Møller -, ”men også de øvrige benyttedes flittigt af danske Prædikanter, ja de uoversatte vare mange endog de kæreste; thi af dem østes der mest rundeligen til opbyggelse for mangen Menighed, der hos sin Præst beundrede Münters Tanker” .
Derudover var Münter meget anset som salmedigter. Han har forfattet en mængde salmer, som hører til blandt tidens bedste og virkelig besidde adskillige gode egenskaber, men i følge eftertidens dom mangle det vigtigste – det egentlig kristelige. Sit sogns fattige antog han sig med iver og traf flere foranstaltninger til sognets fattigvæsens ordning, som fik blivende betydning. Den endnu blomstrende St. Petri Pigeskole er stiftet af ham.
Hans hjem i Sankt Peders Stræde dannede et midtpunkt for hovedstadens ansete tyske familier. Her samledes en betydelig kreds af fremragende videnskabsmænd og kunstnere: Klopstock, Johan Andreas Cramer, Gerstenberg, Asmus Jacob Carstens, Carsten Niebuhr og mange flere hørte til den fortrolige vennekreds. Om hofrevolutionens forberedelser 1772 vidstes der god besked i det Münterske Hus, og efter katastrofen holdt Münter taksigelsesprædiken over "den store Guds Hjælp, som er bevist Kongen og hans Folk"; den udkom på tysk, dansk og hollandsk.

## Struensees sjælesørger og kupmedvider
Derefter blev han beskikket til sjælesørger for Struensee i fængslet, og de samtaler, ved hvilke han beredte den berømte fange til døden, udgav han samme år i trykken under titlen: ”Bekehrungsgeschichte des Grafen Struensee”. Ark for ark blev manuskriptet sendt til Johan Andreas Cramer i Lybæk for at erfare hans mening om indholdet. Bogen vandt en overordentlig udbredelse og er i tidernes løb stadig på ny optrykt i 6 forskellige sprog, senest i Boston 1853 efter en fransk bearbejdelse.
Dens værd er blevet såre forskellig ansat. Münter selv var overbevist om, at hans omvendelsesforsøg var kronet med det bedste udfald, i det Struensee fra at have været fritænker skulle være gået døden i møde som en troende kristen. Münter fulgte Struensee til retterstedet og taler meget om sit oprigtige venskab for den ulykkelige. Man forargedes da med rette over hans adfærd, når han som nysgerrig tilskuer med glasset for øjet gentagne gange efter henrettelsen blev set ude på fælleden ved stejlerne.
Ved regeringsforandringen 14. april 1784 var Münter også virksom. Han var medvider i kronprinsens planer, og dennes breve til grev Andreas Peter Bernstorff besørgedes ved Münter til Johan Andreas Cramer i Kiel. Endnu kan nævnes, at han indtog en høj stilling som frimurer. Af karakter var Münter godmodig og svag; men den tørre forstandsretning hos ham gav sig udslag i adskilligt pedanteri. Han efterlod tre børn: Biskop Friederich Münter, digterinden Friederike Brun og en datter, gift med konferensråd, baron Christian Ulrich Detlev von Eggers.